# Museo del Arte Malo
El Museo del Arte Malo (conocido en inglés como MOBA, abreviatura de Museum of Bad Art) es un museo estadounidense de carácter privado cuyo objetivo es "celebrar la labor de los artistas cuyo trabajo no sería mostrado ni apreciado en ningún foro más que este". Cuenta con al menos dos sucursales, uno en Somerville y el segundo en Brookline, ambas localidades de Massachusetts. Su colección permanente incluye 600 piezas de "arte demasiado desagradable como para ser ignorado", de los cuales de 50 a 75 se encuentran disponibles para el público en cualquier momento.
El MOBA se fundó en el año 1993,  después de que el vendedor de antigüedades Scott Wilson mostrara una pintura que había recuperado de la basura a algunos amigos, con lo que sugirió comenzar una colección. Después de un año, las nuevas adquisiciones eran tan bien apreciadas que los amigos de Wilson lo convencieron de que la colección necesitaba su propio espacio de visualización. El museo se trasladó entonces al sótano de un teatro en Dedham, Massachusetts. Al explicar el razonamiento detrás del establecimiento del museo, el cofundador Jerry Reilly dijo en 1995: "Mientras que todas las ciudades del mundo tienen al menos un museo dedicado a lo mejor del arte, MOBA es el único museo dedicado a coleccionar y exhibir lo peor." Para ser incluidas en la colección del MOBA, las obras no sólo deben ser originales y tener serias intenciones, sino que también deben tener defectos significativos sin llegar a ser aburridos; de modo que los curadores no están interesados en mostrar obras kitsch deliberadas.
El MOBA ha sido mencionado decenas de veces en rutas turísticas fuera de lo común para gente que visita la ciudad de Boston, apareciendo en periódicos y revistas internacionales, además de haber inspirado a varias otras colecciones de todo el mundo dispuestas a rivalizar con su propia colección de atrocidades visuales. Deborah Solomon, de The New York Times, señaló que la atención que el Museo de Arte Malo recibe es parte de una tendencia más amplia de museos que muestran "el mejor arte malo". El museo ha sido criticado por ser anti-arte, pero los fundadores niegan dicha afirmación, respondiendo que su colección es un homenaje a la sinceridad de los artistas que perseveraron con su arte a pesar de que algo salió terriblemente mal en el proceso. Según la cofundadora Marie Jackson: "Estamos aquí para celebrar el derecho de un artista a fallar gloriosamente."

## Historia
El Museo de Arte Malo fue fundado en 1994 por el vendedor de antigüedades Scott Wilson, quien descubrió lo que se convertiría en la pieza clave del museo -"Lucy in the Field with Flowers" o "Lucy en el Campo con Flores"- sobresaliendo entre dos botes de basura en un área de Roslindale, un vecindario de Boston, Massachusetts. Wilson se interesó inicialmente solo en el marco, pero cuando le mostró la pieza a su amigo Jerry Reilly, este quiso ambas piezas (el marco y la pintura). Él exhibió la obra "Lucy" en su casa e incitó a sus amigos a buscar otras piezas de arte que fueran malas y avisarle cuando fueran halladas. Cuando Wilson adquirió otra obra "igualmente adorable" y la compartió con Reilly, decidieron empezar una colección. Reilly y su esposa, Marie Jackson, ofrecieron una fiesta en su hogar para exhibir la colección que llevaban hasta ese día y fueron anfitriones de la recepción, llamada "La apertura del Museo del Arte Malo".
Las muestras regulares de las piezas recogidas por Wilson, Reilly y Jackson (y las donadas por otros) se convirtieron en demasiado grandes para la pequeña casa de Reilly y de Jackson ubicada en West Roxbury, un vecindario de Boston, Massachusetts, mientras cientos de personas asistían a las exposiciones. Los fundadores hicieron el primer intento de hacer frente a su espacio restringido de exhibición creando el Museo Virtual de Arte Malo, un CD-ROM con 95 pinturas de la colección de arte del MOBA en un museo de ficción. Este MOBA ficticio permitió a los visitantes no sólo ver las pinturas, sino ir detrás de las escenas en el museo de ficción para ver lo que estaba sucediendo en las oficinas de la parte posterior, el taller de restauración, las salas de descanso, etcétera.
El rumor de la existencia de la colección del museo siguió extendiéndose hasta que, de acuerdo con el "Director Interino Provisional Permanente" Louise Reilly Sacco, "se puso completamente fuera de control" cuando un grupo de personas de edad avanzada en un autobús se detuvo para verlo. En 1995, el espacio de exposición fue movido a la base del Teatro Dedham, un edificio con una estructura estética descrita en el 2004 como "destartalada". El museo en Dedham no cuenta con horas de funcionamiento fijos, en lugar de ser abierto, mientras que el teatro de arriba está abierto. Como lo diría el Boston Globe, la colección de arte se encuentra apropiadamente colocada "justo afuera del baño de hombres", donde los sonidos y los olores que llegaban a la colección y el sonido constante de la cadena del baño "supuestamente ayudan a mantener la humedad uniforme", desacuerdo con el South China Morning Post.
En los primeros días del MOBA, el museo fue anfitrión de varios espectáculos viajeros; en una ocasión las obras se colgaron en los árboles del bosque en Cabo Cod para que el "arte vaya por la ventana y la galería en el bosque". Música mala sonó mientras el público observaba, para completar el ambiente. En una exposición titulada "Inundado de arte malo", 18 piezas de arte fueron cubiertas en retráctil para el "Primer Museo drive-thru y lavado de autos del mundo". Marie Jackson, anteriormente Directora de estética e interpretación señaló: "No pusimos ninguna acuarela allí." Una exposición del 2001, llamada "Buck Naked-Sólo Desnudos", contó con todos los desnudos del MOBA colgados en un spa local.
MOBA presenta sus obras en colecciones rotatorias. En el 2003, "Fenómenos de la naturaleza" fue una exposición centrada en obras de arte sobre paisaje "que salieron mal". Una exposición de 2006 titulada "Retratos manidos" fue diseñada para "recoger la holgura" cuando cerraron el show de David Hockney en el Museo de Bellas Artes de Boston. El MOBA presentó su espectáculo "La naturaleza aborrece un vacío y todos los otros quehaceres domésticos" en 2006. Este formato de exhibición continúa en la página web del Museo.
Una segunda galería abrió sus puertas en 2008 en el teatro de Somerville en Davis Square, Somerville, Massachusetts, donde la colección fue colocada cerca de los baños tanto de hombres como de mujeres. Aunque la galería original era gratuita y abierta al público, la segunda sólo fue gratis con la admisión al teatro. Las exhibiciones tituladas "Colores Brillantes / Oscuras Emociones" y "Saber lo que te gusta / Pinta cómo te sientes" fueron colocadas en la galería académica en el Montserrat College of Art en Beverly, Massachusetts. Uno de los objetivos del MOBA es "llevar al arte malo en el camino", según Sacco. Las piezas de la colección del MOBA han sido expuestas en museos de Nueva York, Virginia y Ottawa (Canadá).
En febrero de 2009, el MOBA anunció una recaudación de fondos para ayudar al Museo de Arte Rose en la Universidad Brandeis, que estaba considerando seriamente si vender obras de arte debido a la crisis financiera mundial del 2008 al 2009, empeorado por la Universidad debido a la pérdida de dinero de sus donantes en un plan de inversiones de Madoff. El actual curador del MOBA, artista modelador de globos y músico Michael Frank, colocó "Estudios en Digestión"— una pieza de cuatro paneles mostrando cuatro copias del tracto digestivo humano en diversos medios de comunicación por el artista Deborah Grumet— en eBay por un precio de 10.000 dólares; la primera oferta fue de 24,99 dólares. Finalmente se vendió por 152,53 dólares y los ingresos fueron para el Museo de Arte Rose, mientras que ambos museos ganaron publicidad.

### Robos
El robo de dos obras del MOBA atrajo la atención de los medios de comunicación y le dio mayor peso al Museo. En 1996, la pintura Eileen, por R. Angelo Le, desapareció del MOBA. Eileen fue adquirida de la basura por Wilson y cuenta con una rasgadura en el lienzo donde alguien lo cortó con un cuchillo incluso antes de que el museo la adquiriera, "añadiendo un elemento adicional de drama a una obra ya poderosa", según MOBA.
El museo ofreció una recompensa de 6,50 dólares por el retorno de "Eileen", y aunque los donantes del MOBA más tarde aumentaron la recompensa a 36,73 dólares, el trabajo siguió sin recuperarse durante muchos años. La policía de Boston reportó el crimen como "hurto, de otra clase", y Sacco reportó que era incapaz de establecer un vínculo entre la desaparición de "Eileen" y un notorio atraco en Boston, el del famoso Museo Isabella Stewart Gardner que ocurrió en 1990. En el 2006—10 años después de que Eileen fuera robada—el MOBA fue contactado por el presunto ladrón exigiendo un rescate de $5.000 para la pintura y aunque no se pagó ningún rescate, de todos modos fue devuelto.
Incitados por el robo de "Eileen", el personal del MOBA instaló una cámara de video falsa sobre una señal en la sucursal de Dedham, con un cartel que decía: "ADVERTENCIA. Esta galería está protegida por una cámara de seguridad falsa". A pesar de ello, en 2004 el autorretrato de Rebecca Harris fue removido de la pared y substituido por una nota de rescate que exigía 10 dólares, aunque el ladrón no incluyó información de contacto. Poco después de su desaparición, la pintura fue devuelta, con una donación de 10 dólares. El curador Michael Frank especuló con que el ladrón tuvo dificultades robando el retrato porque "instituciones con buena reputación se rehúsan a negociar con criminales".

## Estándares para la colección

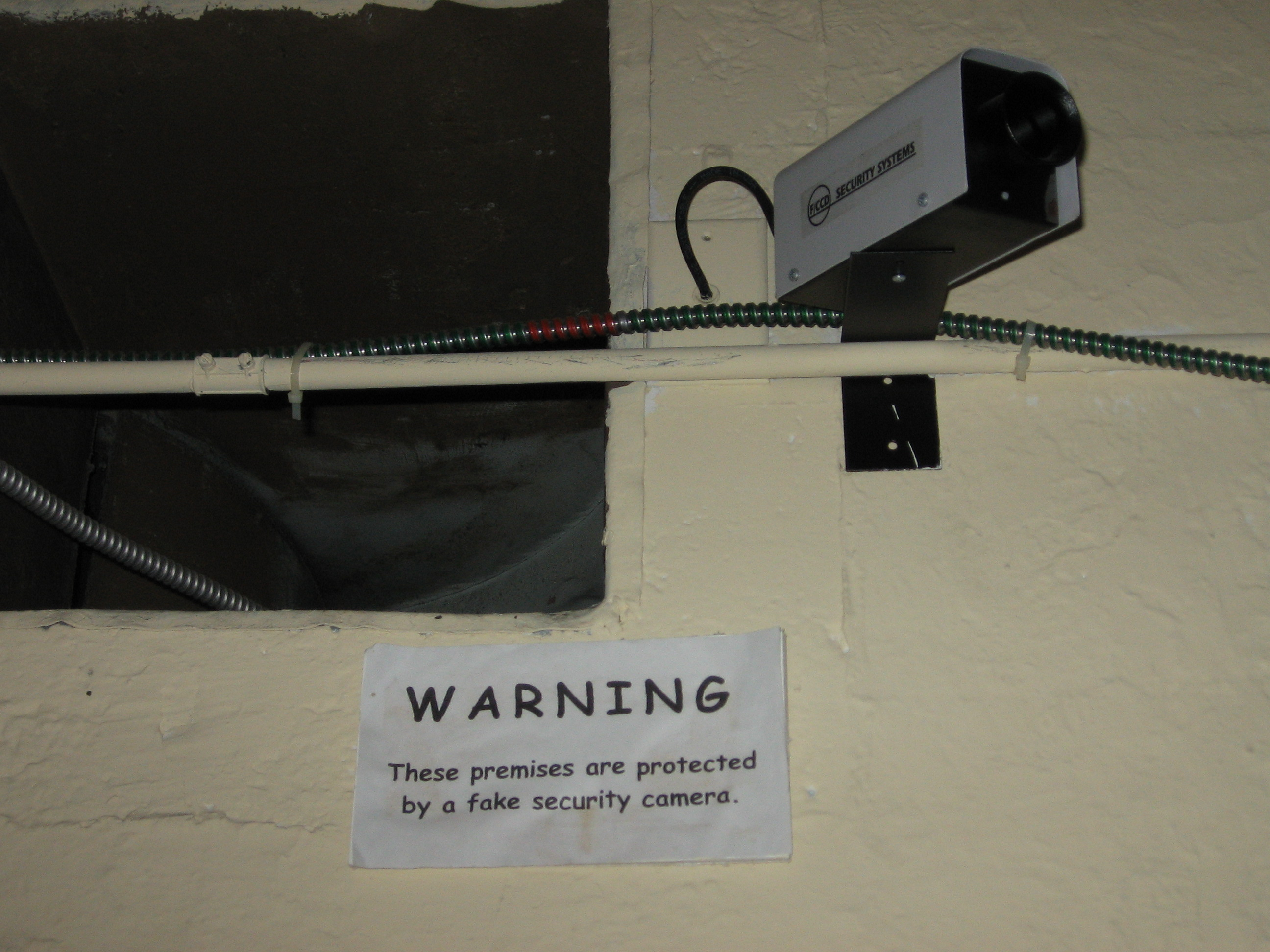
Cámara de seguridad falsa en MOBA Dedham

Aunque el lema del museo es "Arte demasiado malo para ser ignorado", el MOBA tiene rigurosos estándares en cuanto a la aceptación. Según Marie Jackson, "nueve de cada diez piezas no pueden entrar porque no son lo suficientemente malas. Aunque un artista lo considere malo no siempre cumple nuestros estándares bajos." Como se indica en la introducción al Museo de Arte Malo, el atributo principal de una obra de arte para ser adquirida por MOBA es que debe haber sido hecha con intenciones serias por alguien haciendo una declaración artística. La falta de habilidad artística no es esencial para un trabajo que deba incluirse en la colección; una pintura o escultura prospectiva de la colección idealmente debería "resultar en una imagen convincente", o como diría el curador honorario Ollie Hallowell, el arte debe tener una calidad de "Oh my God" ("Oh, Dios mío", una expresión de asombro).
Un criterio importante para la inclusión es que una pintura o escultura no debe ser aburrida. Michael Frank dice que no están interesados en trabajos comerciales como "Perros jugando póker": "Recogemos las cosas en serio, donde la gente trató de hacer arte y algo salió mal, en la ejecución o en la premisa original". El Colegio de Arte Montserrat utiliza la exposición de MOBA como una demostración a sus estudiantes de que "sigue siendo importante la sinceridad y la pureza si la intención es válida".
El MOBA acepta trabajos no solicitados si cumplen con sus normas. Con frecuencia, los curadores consideran obras de artistas que exhiben una intensidad o emoción en el arte que no son capaces de reconciliarse con su nivel de habilidad. El museo se dedica a mostrar la "incesante creatividad" en una exposición titulada "Simplemente no puedo dejar de verlo", que fue cubierta por las noticias locales y CNN. Otros artistas son claramente competentes en técnica, pero intentaron un experimento que no terminó bien. Michael Frank ha comparado algunas de las obras en MOBA con expresiones del arte-forastero o arte bruto; también se incluyen obras de algunos artistas de MOBA en colecciones de otras galerías. Dean Nimmer, profesor en el Colegio de Arte de Massachusetts (también con el título de Director Ejecutivo del Buen Gusto en MOBA), observó los paralelismos entre las normas del Museo de Arte Malo y las de otras instituciones: "Toman el modelo de un museo de Bellas Artes y aplican el mismo tipo de criterios de aceptación para trabajos malos... [Sus reglas] son muy similares a una galería o museo que dice 'Bueno, nuestra zona es arte de pinturas realistas o abstracciones neo-post-modernas'".
El MOBA no recopila arte creado por niños, o arte tradicionalmente considerado de menor calidad, tales como pinturas de terciopelo negro, pintura-por-números, arte kitsch, o fábrica de producción —incluyendo obras creadas específicamente para los turistas. Los curadores no están interesados tampoco en oficios tales como kits de alfombra de ganchos de cierre. Los curadores del MOBA sugieren que existen lugares más apropiados para tales obras, como serían el "Museo de dudoso gusto, la colección internacional o la Tesorería Nacional de decoración del hogar discutible".
El Museo de Arte Malo ha sido acusado de ser anti-arte, o tomando obras que fueron realizadas sinceramente y burlándose de ellas. Sin embargo, Scott Wilson insiste en que una obra de arte que es aceptada en MOBA es una celebración del entusiasmo del artista. Marie Jackson reiteró este pensamiento, diciendo: "Yo creo que es un gran aliento a la gente... que quiere crear [y] se ven frenados por el miedo, y cuando vean estas piezas, se dan cuenta de que no hay nada que temer — sólo hay que ir por él." Louise Reilly Sacco estuvo de acuerdo, diciendo: "Si nos estamos riendo de algo es de la comunidad del arte, no de los artistas. Pero esto es un verdadero museo. Es de 10 años. Son 6.000 personas en una lista de correo. Es de reconocimiento en todo el mundo". Los curadores insisten en que los artistas cuyas obras son seleccionados por el MOBA disfrutan de la atención y que es un ganar-ganar; el museo gana otra obra de arte, y la artista recibe la exposición en un museo. Un artículo de 1997 en el Chicago Tribune afirmó que ninguno de los 10 a 15 artistas que habían caminado hacia adelante para reconocer su labor en el MOBA había sido alterada.
Muchas de las obras en MOBA son donadas, a menudo por los propios artistas. Otras provienen de tiendas de segunda mano; la Unión de los Colectores de Basura en Cambridge, Massachusetts, ha donado obras rescatadas de inminentes desapariciones. Ocasionalmente se puede comprar una pintura; al mismo tiempo la política de MOBA es que no se debería gastar más de $6,50 en cualquier pieza. Recientemente, dos e incluso tres veces esa cantidad se ha pagado por una obra excepcional. Las piezas que no fueron aceptadas en el museo están incluidas en una "colección de rechazo", que puedan venderse en una subasta. En el pasado, algunas ganancias fueron para el ejército de salvación por proporcionar muchas piezas de MOBA; el museo generalmente se beneficia de la mayoría de las subastas.

## Destacados de la colección
Cada pintura o escultura que se exhibe en MOBA es acompañada por una breve descripción del tamaño, nombre de la artista, así como cómo se adquirió la pieza y un análisis de la posible intención o simbolismo de la obra. El Museums Journal señaló que la discusión que acompaña a cada obra probablemente tendría mayores visitantes reducidos "a la histeria". Los títulos —descritos como "comentarios claramente irónicos" por David Mutch del Christian Science Monitor— fueron escritos principalmente por Marie Jackson, hasta la "disolución del personal interpretativa del MOBA"; entonces, la tarea fue tomada por Michael Frank y Louise Reilly Sacco.

### Lucy en el Campo con Flores
Muchas de las obras de MOBA generan un debate extenso entre los visitantes. "Lucy en el Campo con Flores" (óleo sobre lienzo sin autor; adquirido de la basura en Boston) sigue siendo el favorito de los medios de comunicación y clientes. Siendo la primera obra adquirida por el Museo, "Lucy" es "una pintura tan poderosa que ordena su propia preservación para la posteridad", estableciendo un estándar por el cual todas las adquisiciones futuras serían comparadas y causando que los fundadores de MOBA cuestionaran si Scott Wilson encontró Lucy o Lucy lo encontró a él.
Kate Swoger, del Montreal Gazette, llamó a la obra "Lucy" un "error magnífico", y la describía así: "Una anciana bailando en un campo exuberante de primavera, con el pecho moviéndose caprichosamente, como si inexplicablemente ella pareciera sostener una silla roja para atrás con una mano y un conjunto de margaritas en la otra". El autor Cash Peters, utilizando lenguaje menos propio, resumió la obra como "la vieja con un sillón pegado a su culo".
La declaración del MOBA sobre "Lucy" es: "El movimiento, la silla, el bamboleo de su pecho, los matices sutiles del cielo, la expresión de su rostro — cada detalle se combina para crear este retrato trascendente y convincente, cada detalle grita 'obra maestra'." El Times recolectó comentarios dejados por un visitante del museo en relación con las "interminables capas de misterios" que la imagen ofrece: "¿Qué está haciendo la cabeza de Norman Mailer en el cuerpo de la abuela de un inocente, y qué son esos cuervos o F-16s rondando las colinas?"
La nieta de "Lucy", una enfermera del área de Boston llamada Susan Lawlor, se convirtió en fan de MOBA después de ver el retrato en un periódico.  Reconoció la persona en el retrato como su abuela, Anna Lally Keane (c. 1890–1968); al ver la foto, Lawlor sacó la Coca-Cola que bebía por la nariz de lo asombrada que estaba. El cuadro fue encargado por su madre, y lo colgó en casa de su tía durante muchos años, a pesar del desagrado que los familiares sintieron al ver la composición final. Lawlor dice: "La cara es obsesivamente parecida a ella, pero todo lo demás está terriblemente mal. Parece que sólo tiene uno de los pechos. No sé qué pasó con sus brazos y piernas y no sé de dónde vinieron todas las flores y el cielo amarillo."

### "Domingo sobre el cazo con George"
"Domingo sobre el cazo con George" (acrílico sobre lienzo desconocido; donado por Jim Schulman) ha sido considerado "emblemático" por Bella English, de The Boston Globe, quien asegura que el trabajo está "100% garantizado para hacerte estallar de risa". Wilson ha señalado a "George" como un ejemplo de una pieza de arte con un tema que no suele ser visto técnicamente bien ejecutado en la pintura.
Muchos admiradores de la primera obra donada al MOBA fueron hipnotizados por la imagen de un hombre corpulento en ropa interior "Y-front" mientras está sentado en un orinal, en impresionismo puntillista similar al estilo de Georges Seurat. Un crítico especula que el estilo puntillista en la obra "George" fue adquirido "por ver demasiada TV". La autora Amy Levin considera este trabajo como una parodia de una "Tarde de domingo en la isla de Grande Jatte", más conocido como "Domingo en el Parque con George". El autor de esta obra ha sido "tentativamente identificado" por la revista Annals of Improbable Research — los creadores del premio Ig Nobel — como John Ashcroft, exfiscal General de Estados Unidos.
Uno de los visitantes estaba tan conmovido por "George" que se sintió obligado a expresar su gratitud para la exhibición en el sótano del Teatro de la Comunidad de Dedham, escribiendo: "Alguien había resbalado en el baño cuando vi esta pintura y comenzó a orinar sonoramente en un inodoro. El sonido estrepitoso del chorro de la orina mientras visualizas "George", trajo la pintura a la vida y cuando sonó la cadena, lloré". El título que utiliza el MOBA genera preguntas y observaciones: "¿Puede el remolino de vapor desaparecer el peso enorme de las responsabilidades corporativas de George? Esta obra puntillista es curiosa ante los ojos meticulosos y sensibles a los detalles finos, como las costuras alrededor del borde de la toalla, en contraste con la indiferencia casi descuidada de los pies del sujeto".

### Perro Malabarista en Falda de Hula
En contraste con el impresionismo puntillista de "George", el museo también cuenta con un "fino ejemplo de obra de sinsentido intensivo", de acuerdo con el personal del MOBA. "Perro Malabarista en Falda de Hula", de la artista Mari Newman (témpera y acrílico sobre lienzo de pintura; donada por la artista), es una adición reciente, e inspira ésta descripción del MOBA: "Nosotros podemos únicamente preguntarnos lo que pensaba el artista para retratar a un perro haciendo malabares con los huesos mientras está usando una falda de hula". El MOBA goza del misterio tanto como cualquier otro aspecto del arte, de cualquier forma.
Newman, una artista profesional de Minneapolis, Minnesota, respondió a la pregunta de los curadores describiendo cómo llegó a existir el cuadro. Ella compró lienzos usados mientras era una estudiante pobre de arte y estaba insegura de cómo utilizar un lienzo con estas dimensiones. Inspirada en una caricatura de un perro salchicha, eligiéndolo como tema, estaba contenta con el efecto hasta que añadió una falda de hula que había visto en una revista y huesos de perro coloridos, que había visto en una tienda de mascotas. Newman les escribió: "Casi tiro la pintura hasta que oí hablar de MOBA. Después de muchos años de trabajo rechazado, ojalá ahora les sirva que yo lo haya guardado para ustedes."

### Motivos e interpretaciones
El escritor viajero Cash Peters identifica seis características comunes en muchas de las obras de arte del museo. La primera es que los artistas en MOBA son incapaces de representar las manos o los pies y enmascararlos por extender los brazos de las cifras de la lona, ocultándolos con mangas largas o colocando zapatos en escenarios inadecuados. En segundo lugar, Peters compara a los artistas Rembrandt y J. M. W. Turner, maestros de paisajes, que "podrían probablemente pintar con los ojos cerrados" con los artistas en MOBA, "quienes al parecer pintaron con los ojos cerrados", ya que los cielos son a menudo pintados en cualquier color excepto el azul, la flora se crea sin hacer referencia a cualquier organismo vegetal existente y la fauna aparece tan pequeña en el fondo que es imposible saber qué tipo de animales son. 
En tercer lugar, los artistas del MOBA aplican su propia perspectiva visual sistemáticamente, ya sea de un cuadro a otro, o dentro de una sola obra. La cuarta observación que hizo Peters hace referencia a la dificultad que tienen los artistas en el MOBA para hacer narices con éxito: él escribe que la nariz se intentará tantas veces que la obra adquiere una tercera dimensión puesto que la pintura es aplicada una y otra vez. En quinto lugar, los malos artistas favorecen "los medios mixtos": si hay alguna duda con ese respecto, ellos pegan plumas, brillos o pelo a su trabajo. Por último, Peters sugiere que los artistas saben que su trabajo es malo, pero al parecer sienten que la pieza puede salvarse mediante la inclusión de un mono o un perro en la composición.
Desde finales del 2008, el MOBA ha estado experimentando y permitiendo al público nombrar el título y subtítulo de algunas obras. Según el equipo de curadores, ya que algunas de las obras son tan desconcertantes, la mera interpretación artística no es suficiente: deben ser "interpretadas" por otros. La "Colección del Intérprete Invitado" es una invitación para que los visitantes del MOBA puedan incluir sus pensamientos en obras de arte de peso; un concurso decide el mejor análisis y una descripción se agrega cada dos meses. Un profesor de la Universidad de Boston ofreció sus opinión: "La ubicación del museo tanto como su colección sugieren un compromiso con lo abyecto, así como una creencia en el poder y la fuerza de los efectos de los marginados. ¡También recordé que tengo que recoger un limpiador de inodoros de camino a mi casa!"

## Influencias
El Museo de Arte Malo ha sido mencionado en cientos de publicaciones internacionales, así como en la guía del área de Boston, que destaca lugares poco convencionales. Ha inspirado colecciones similares y eventos en Ohio, Seattle, y Australia.
"Commedia Beauregard", una compañía de teatro cuya misión se centra en la traducción, se inspiró en la misión del MOBA para crear su Serie de Obras Maestras de los Festivales Cortos. La compañía le encargó a seis dramaturgos escribir obras cortas basadas en obras de arte del MOBA. Las "Obras Maestras: Las obras MOBA", fueron presentadas originalmente en enero y febrero de 2009 en Minneapolis, Minnesota.
Las obras de teatro se basaron en las piezas del MOBA: "Mana Lisa", "Invasión de la Oficina de Zombies", "Mi pie izquierdo", "Perro malabarista con Falda de Hula", "Los Demonios de Gina" y "Lulli, aves y grava". Después de mudarse a Chicago, la compañía otra vez presentó la obra MOBA en marzo y abril de 2011, con tres de las escenas originales y la inclusión de tres nuevas pinturas.

### Respuestas ante el arte malo

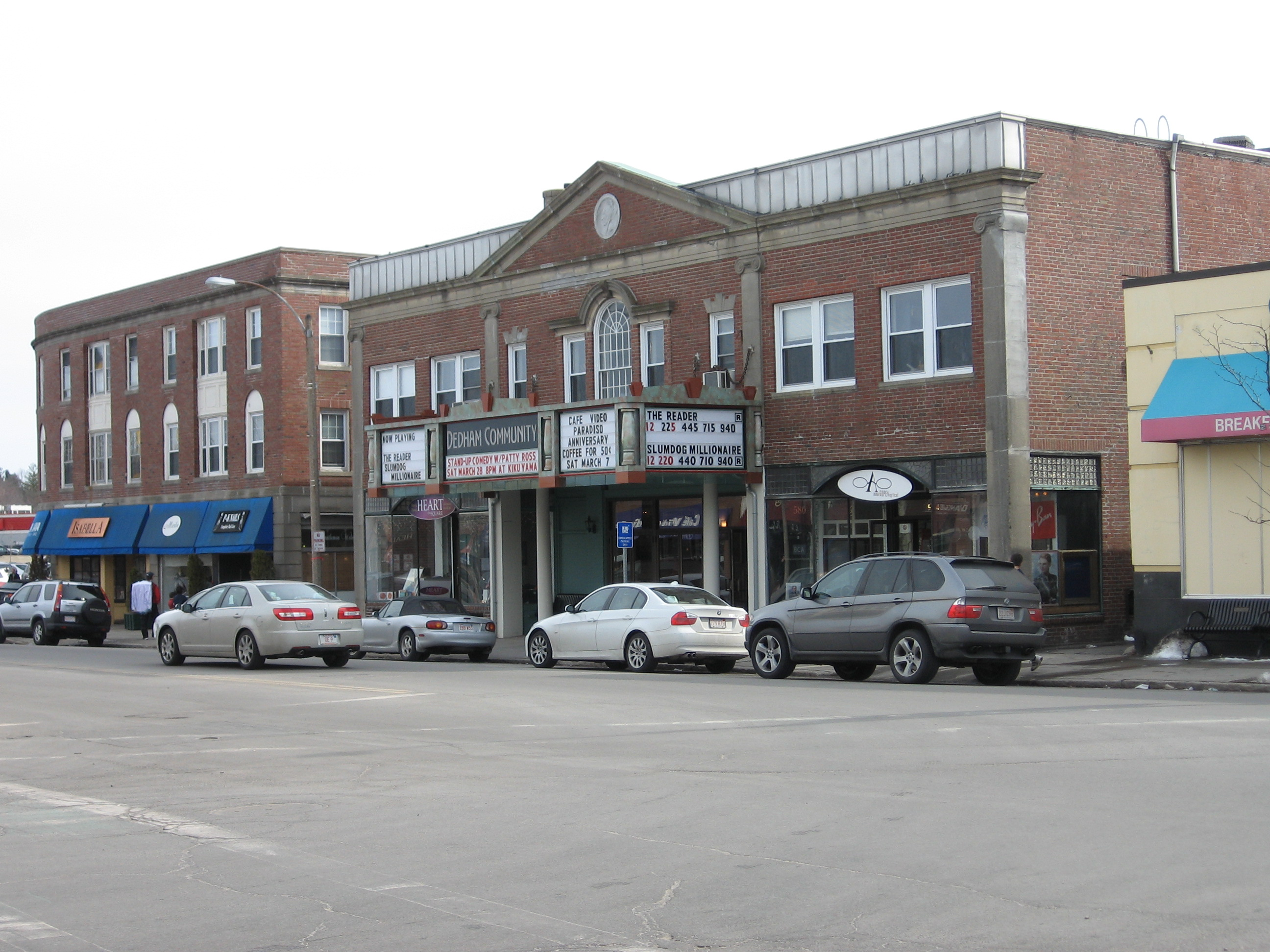
El Teatro de la Comunidad de Dedham hospició la primera galería del MOBA.

Los visitantes del Museo pueden firmar un libro de invitados y dejar comentarios. Un visitante canadiense escribió: "Esta colección es preocupante, pero no puedo mirar a otro lado...al igual que un horrible accidente de auto". Otro visitante advierte: "Sus pezones pueden seguirte alrededor de la habitación. ¡Escalofriante!"
La respuesta a la apertura del MOBA y su éxito continuo es, para algunos, evocador de la manera en la que el arte es tratado en la sociedad. Las obras del MOBA han sido descritas como "involuntariamente hilarantes", de similar manera a las películas de Ed Wood. Los visitantes — e incluso el personal del MOBA — a menudo ríen a carcajadas ante las obras. En "Los Viajes de Gullible", Cash Peters contrasta este comportamiento con lo que se espera de los clientes en galerías como el Museo Getty de California del Sur; aunque los espectadores podrían encontrar el arte en el Getty igualmente hilarante, el hecho de mostrarlo allí sería razón suficiente para ser echados.
En 2006, Louise Reilly Sacco participó en un panel de discusión con autoridades del arte y la arquitectura tratando temas sobre estándares de belleza y la fealdad en el arte, publicado en "Arquitecture Boston". Ella remarcó que los profesores traen estudiantes de preparatorias de arte al MOBA, y luego al Museo de Bellas Artes de Boston (MFA). Sacco observa: "De alguna manera el MOBA libera a los jóvenes para reír y punto, para tener sus propias opiniones y discutir sobre las cosas. Después de ello, toman la experiencia y la llevan consigo al MFA, donde de otra forma se sentirían intimidados... quizá la fealdad nos libera".
Sacco cree que la extrema fealdad es más sorprendente que la extrema belleza y fuerza a las personas a pensar más profundamente sobre lo que es incorrecto o inapropiado. Ella conecta este fuerte juicio de lo que no se ajusta a la belleza con intolerancia hacia imperfecciones físicas en las personas, señalando que dicha rigidez induce a veces a los padres a "arreglar" los defectos percibidos en los rostros de sus hijos para evitar que estos sufran más adelante.

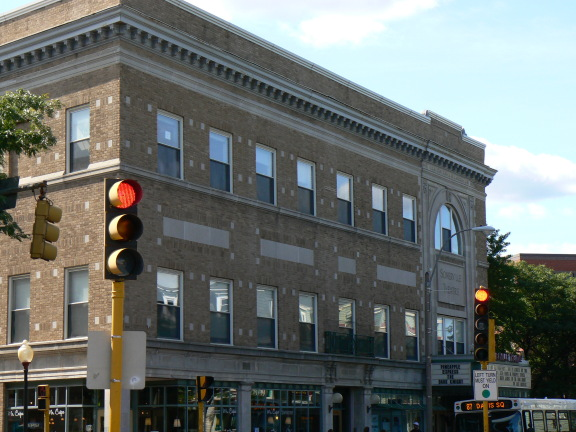
El Teatro Somerville hospeda la galería del MOBA.

Jason Kaufman, un profesor de Harvard que enseña sociología de la cultura, escribió que el MOBA es parte de una tendencia social llama "annoyism" (término en inglés), donde los medios de comunicación locales promocionan espectáculos y artistas que mezclan deliberadamente lo mal hecho con lo ingenioso e inteligente. El Museo de Arte Malo es una encarnación de esta tendencia y además ilustra su objetivo central para burlarse del sistema de juicio por el cual la gente identifica lo que es malo de lo que no lo es. Para Kaufman, "la belleza de MOBA — aunque sin duda la belleza es la palabra — es la manera en la que quebranta los criterios estéticos desde numerosos ángulos." Amy Levin describe cómo la historia americana y su cultura han sido formadas por pequeños museos locales, sugiere que el MOBA es una parodia del arte, y que cualquier comentario del MOBA, boletines, página web y publicaciones se burlan de museos como autoridades sobre lo que es buen arte.
La directora de Ellipse Arts Center, una galería en Arlington, Virginia, que organizó una exposición itinerante del MOBA, se sorprendió al ver la risa exuberante de la gente porque nadie que había visitado el Ellipse había respondido al arte de esta manera. Ella observó, "si no tuviera un letrero en la puerta, las personas no pensarían que es tan malo. ¿Quiénes somos para decir lo que es malo y lo que es bueno?"
Deborah Solomon, en The New York Times, afirmó que el éxito del MOBA refleja una tendencia en el arte moderno entre artistas y público. La llegada de la abstracción y el arte moderno a principios del siglo XX hizo de la apreciación artística algo más esotérico y menos accesible para la comunidad en general, demostrando que "el público americano... piensa de los museos como lugares intimidantes gobernados por un grupo de expertos cuyo gusto y rituales [parecían] tan misteriosos como los de los sacerdotes bizantinos".
El arte malo está de moda, como un movimiento que rechaza el anti-sentimentalismo, marcando desdén temprano por artistas como Norman Rockwell o Gustave Moreau, según Solomon. Garen Daly, un fan del MOBA y curador de arte, declaró en 1995: "Voy a muchas aperturas, y a veces son bastante llenas de sólo cosas." El Museo del Arte Malo no sólo ofrece tarifas diferentes ante los ojos del espectador, en lugar del vino y queso que se ofrece a los visitantes de museos y galerías de arte, un espectáculo del MOBA ofrece a sus mecenas Kool-Aid, gusanos de gomita ("fluffernutter") y bolas de queso.

### Uso en investigación académica
El Museo de Arte Malo ha sido utilizado en estudios académicos como un estándar de referencia para lo espectacularmente horrible. En uno de estos estudios, publicado en Perspectives on Psychological Science ("Perspectivas de la Ciencia Psicológica"), los investigadores probaron la consistencia de las respuestas entre la gente a la que se le pidió "arrojar" juicios contra aquellos que dieron respuestas conscientes razonadas respecto de la calidad de varias piezas de arte. Los investigadores le mostraron a los entrevistados imágenes del MOBA e imágenes del Museo de Arte Moderno de Nueva York (MoMA) y se les pidió que calificaran cada pintura en una escala que iba de "Muy atractivo" a "Muy poco atractivo". El estudio mostró que aquellos que pensaban conscientemente sus respuestas no eran más precisos ni tan consistentes en sus calificaciones.
Los encuestados identificaron y clasificaron al MoMA con una calidad superior de arte, pero aquellos que utilizan el razonamiento consciente no encontraron al arte del MoMA más atractivo que aquellos que clasificaron con juicios "viscerales". Además, los deliberadores no encontraron el arte del MOBA tan poco atractivo como aquellas personas con tiempos de respuesta más rápidos. El estudio concluyó que la gente que hace juicios rápidos los hace consistentemente, sin cambios significativos en la exactitud.
En otro estudio, que apareció en el British Journal of Psychology ("Revista Británica de Psicología"), los investigadores probaron cómo los encuestados consideraban un equilibrio en la composición de la obra de arte de distintas calidades. Quince pares de obras de ArtCyclopedia, realizadas por artistas como Paul Gauguin, Georgia O'Keeffe y Georges-Pierre Seurat, así como quince de artistas del MOBA, incluyendo a Doug Caderette, un artista desconocido, se mostraron a los participantes; en cada caso, un elemento en la pintura fue cambiado verticalmente u horizontalmente, y se le pidió a los encuestados identificar cual era el original.
Los investigadores propusieron como hipótesis que los encuestados identificarían el equilibrio y composición más fácilmente en las tradicionales obras maestras, y que los participantes del estudio encontrarían una mayor calidad cuando algunos artículos fueran cambiados en obras maestras tradicionales, en contraste con lo que lo harían en piezas del MOBA. Sin embargo, el estudio concluyó que únicamente el equilibrio no define la calidad del arte para los participantes y que los encuestados tenían más probabilidades de ver que el arte original era más equilibrado que la versión modificada, no necesariamente que el arte tradicional fuera significativamente mejor compuesto y equilibrado que las obras del MOBA.